# 타이카 와이티티
타이카 와이티티(마오리어: Taika Waititi, 1975년 8월 16일 ~ )는 뉴질랜드의 배우, 영화 감독, 코미디언이다. 2004년 단편 영화 〈차 두 대, 하룻밤〉(Two Cars, One Night)으로 아카데미 단편 영화상 후보(2005)로 올랐으며, 베를린 영화제 파노라마 부문 단편 영화상(2004)을 수상했다. 2007년 첫 장편 영화 《독수리 대 상어》로 블라디보스토크 영화제, 뉴포트비치 영화제 등에서 상을 수상했다. 모친의 성을 따른 타이카 코언(Taika Cohen)으로도 알려져 있는데, '코언'은 배우와 작가로 활동할 때 쓰고 '와이티티'는 예술가로서 활동할 때 쓴다.
2015년 10월, 와이티티는 마블 스튜디오 토르 시리즈의 세 번째 작품 《토르: 라그나로크》의 감독으로 내정되었다.
타이카 와이티티는 1975년 웰링턴에서 출생했다. 그의 어머니는 유대인이고 아버지는 마오리족이다. 영어 교사였던 어머니로부터 독서와 글쓰기를, 화가였던 아버지로부터 시각예술을 배웠다고 한다. 9세 때 연극 무대에서 활동했지만 이윽고 자신만의 작품을 만들기로 했다. 이후 영화 제작법을 독학으로 익히면서 몇 편의 단편을 연출하며 경력을 쌓았다.

## 작품 목록

### 연출
- 이글 대 샤크 (2007)
- 보이 (2010)
- 뱀파이어에 관한 아주 특별한 다큐멘터리 (2014)
- 내 인생 특별한 숲속 여행 (2016)
- 토르: 라그나로크 (2017)
- 조조 래빗 (2019)
- 토르: 러브 앤 썬더 (2022)
- 넥스트 골 윈즈 (2023)
- 클라라와 태양 (미정)
- 아키라 실사 영화 (미정)

### 출연
- 그린 랜턴: 반지의 선택 (2011) - 톰 칼마쿠 역
- 뱀파이어에 관한 아주 특별한 다큐멘터리 (2014) - 비아고 역
- 토르: 라그나로크 (2017) - 코르그 역
- 어벤져스: 엔드게임 (2019) - 코르그 역
- 조조 래빗 (2019) - 아돌프 히틀러 역
- 더 수어사이드 스쿼드 (2021) - 랫캐처 역
- 루이스 웨인: 사랑을 그린 고양이 화가 (2021) - 맥스 카세 역
- 프리 가이 (2021) - 앤트완 역
- 버즈 라이트이어 (2022) - 모리슨 역 (목소리)
- 토르: 러브 앤 썬더 (2022) - 코르그 역
- 우리의 깃발은 곧 죽음 (2022) - 에드워드 역

### 제작
- 나이트 레이더스 (2021)

## 같이 보기
- 타임 100